# Cybiosarda elegans
Genre
Espèce
Synonymes
- Scomberomorus elegans Whitley, 1935
- Gymnosarda elegans (Whitley, 1935)

Répartition géographique
Statut de conservation UICN

 LC  : Préoccupation mineure
Cybiosarda elegans ou Bonite à dos tacheté est une espèce de poissons de la famille des Scombridés, seule représentante du genre monotypique Cybiosarda.
On la trouve autour de l'Australie et au sud de la Papouasie-Nouvelle-Guinée.

## Systématique
Le nom valide complet (avec auteur) de ce taxon est Cybiosarda elegans (Whitley, 1935).
L'espèce a été initialement classée dans le genre Scomberomorus sous le protonyme Scomberomorus elegans Whitley, 1935.
Ce taxon porte en français les noms vernaculaires ou normalisés suivants : Bonite à dos tacheté,, Bonito à dos tacheté.
Cybiosarda elegans a pour synonymes :
- Gymnosarda elegans (Whitley, 1935)
- Scomberomorus elegans Whitley, 1935

#### GenreCybiosarda
- (en) Animal Diversity Web : Cybiosarda (consulté le 19 août 2023)
- (en) BioLib : Cybiosarda Whitley, 1935 (consulté le 19 août 2023)
- (en) Catalogue of Life : Cybiosarda Whitley, 1935 (consulté le 1er août 2025)
- (fr + en) EOL : Cybiosarda (consulté le 19 août 2023)
- (fr + en) GBIF : Cybiosarda Whitley, 1935 (consulté le 19 août 2023)
- (en) IRMNG : Cybiosarda Whitley, 1935 (consulté le 19 août 2023)
- (fr + en) ITIS : Cybiosarda Whitley, 1935 (consulté le 19 août 2023)
- (en) NCBI : Cybiosarda (taxons inclus) (consulté le 19 août 2023)
- (en) Paleobiology Database : Cybiosarda (consulté le 19 août 2023)
- (en) Taxonomicon : Cybiosarda Whitley, 1935 (consulté le 19 août 2023)
- (en) UICN : taxon Cybiosarda (consulté le 19 août 2023)

#### EspèceCybiosarda elegans
- (en) Animal Diversity Web : Cybiosarda elegans (consulté le 19 août 2023)
- (en) BioLib : Cybiosarda elegans (Whitley, 1935) (consulté le 19 août 2023)
- (en) Catalogue of Life : Cybiosarda elegans (Whitley, 1935) (consulté le 19 août 2023)
- (fr + en) EOL : Cybiosarda elegans (Whitley 1935) (consulté le 19 août 2023)
- (en + fr) FishBase : espèce  Cybiosarda elegans  (+ traduction) (+ noms vernaculaires 1 & 2) (consulté le 19 août 2023)
- (fr + en) GBIF : Cybiosarda elegans (Whitley, 1935) (consulté le 19 août 2023)
- (en) IRMNG : Cybiosarda elegans (Whitley, 1935) (consulté le 19 août 2023)
- (en) NCBI : Cybiosarda elegans (taxons inclus) (consulté le 19 août 2023)
- (en) Paleobiology Database : Cybiosarda elegans (consulté le 19 août 2023)
- (en) Taxonomicon : Cybiosarda elegans (Whitley, 1935) (consulté le 19 août 2023)
- (en) UICN : espèce Cybiosarda elegans (Whitley, 1935) (consulté le 19 août 2023)
- (en) WoRMS : espèce Cybiosarda elegans (Whitley, 1935) (consulté le 1er août 2025)